# Choloma
Choloma es un municipio y ciudad del departamento de Cortés en la República de Honduras. En la actualidad es el tercer municipio más poblado del país.

## Historia
El poblado original de Tholomac fue ubicado cerca de Conta y Cholula, pueblos indígenas en la ribera del río Balaliama o Choloma, documentado primero en la quinta carta del conquistador Hernán Cortés sobre su conquista de la provincia de Honduras. También fue mencionado en la obra de Berna Díaz sobre los mismos eventos en 1524-1525. En 1536, fue mencionado en el documento sobre la Fundación de San Pedro de Puerto de Caballos (hoy San Pedro Sula) pero no fue dado a ningún español en el Repartimiento de San Pedro, por supuesto, en 1536 fue desocupado y no forma parte de ningún documento colonial después de ese año efectivo.
El pueblo de Candelaria (Nuestra Señora de Candelaria de Masca), originalmente San Pedro Masca, fue fundado en la costa norte entre Omoa y Manabique en la época prehispánica. Se trasladó el pueblo al río Bijao en 1683-1684, por seguridad. El pueblo fue saqueado muchas veces por piratas y Miskitos/Sambos en la costa según su petición de 1714. Se trasladó otra vez, porque fue saqueado otra vez, al sur del río Bijao, probablemente cerca de El Boqueron en 1698. Candelaria/Masca fue un pueblo de habladores de la lengua Lenca. Von Hagen (en los Torrupanes de Honduras) hizo un error en identificar el Candelaria cerca de Choloma, con el Candelaria, reducción de indios Xicaques (torrupanes) cerca de Guaymas. Hoy en día existe este Candelaria en el Departamento de Yoro, cerca de Guaymas, al norte de Morazán, Yoro.
Por supuesto, los últimos habitantes de Nuestra Señora de Candelaria decidieron formar parte del nuevo pueblo de Choloma, fundado en 1804, formando el barrio de Candelaria de Choloma. Choloma, en 1894, sería constituido como municipio bajo el nombre de El Paraíso. Este apelativo perduraría por 39 años hasta cambiar a su actual denominación.
En el siglo XIX se desarrolló la industria del banano y la siguiente centuria fue iniciada el cultivo de la caña de azúcar; sin embargo, ambas plantaciones decayeron y sus habitantes se dedicaron a la ganadería y al cultivo de cítricos y granos básicos.

## Información general
El municipio cubre una área de 466.7 km² y las fiestas patronales son celebradas en el mes de febrero en honor a la Virgen de Lourdes. Entre los atractivos turísticos de la zona se encuentra la laguna de Ticamaya.

### Población
Para el año 2013, tenía una población de 231,668 habitantes. De acuerdo al Censo de Población y Vivienda de 2013 del Instituto Nacional de Estadísticas de Honduras (INE), para 2024 se proyecta una población estimada de 304,243 habitantes.